# Agallia simplex
Agallia simplex är en insektsart som beskrevs av Nielson och Carolina Godoy 1995. Agallia simplex ingår i släktet Agallia och familjen dvärgstritar. Inga underarter finns listade i Catalogue of Life.